# Norton F1
La F1 est un modèle de moto, produit par la firme britannique Norton.
Au début des années 1990, Norton présente une gamme de machines équipées de moteurs rotatifs type Wankel. La F1 est la moto à caractère sportif de cette gamme.
Ce type de moteur permet d'offrir de bonnes performances (presque 250 km/h de vitesse de pointe), un poids contenu et un minimum de vibration. Revers de la médaille, la consommation est importante.
L'esthétique est assez sobre, les coloris sont sombres. Le moteur est totalement enclos sous le carénage.
Aux mains de Steve Hislop, elle remporte le TT en 1992

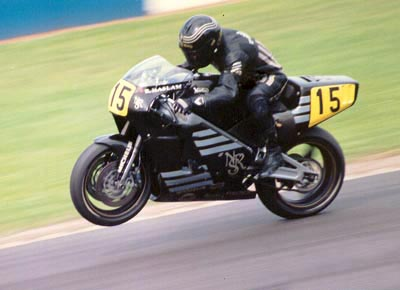
Ron Haslam au guidon de la F1